# Ґвінн Еванс
Ґвінн Еванс (англ. Gwynne Evans, 3 вересня 1880 — 21 січня 1965) — американський плавець.
Призер Олімпійських Ігор 1904 року.